# Regimiento de Policía Sur
El Regimiento de Policía Sur (en alemán: Polizei-Regiment Süd) fue una formación de la Policía del Orden alemana, la fuerza policial nacional uniformada de Alemania, durante la era nazi. Durante la Operación Barbarroja, estuvo subordinada a la Schutzstaffel (SS) y desplegada en territorios ocupados por los alemanes, específicamente en la Zona de Retaguardia del Grupo de Ejércitos del Sur. En julio de 1942, sus tres batallones fueron redesignados como el 10.º Regimiento de Policía.
Junto con los destacamentos de Einsatzgruppen y la 1.ª Brigada de Infantería SS, perpetró asesinatos en masa en el Holocausto y fue responsable de crímenes de gran escala contra la humanidad contra la población civil. El alcance de las operaciones del regimiento era conocido por la inteligencia británica desde agosto de 1941, pero por razones de seguridad nacional, estos materiales no se publicaron hasta 1993.

## Antecedentes y formación
La Orden de la Policía alemana (Ordnungspolizei, OrPo) fue un instrumento clave del aparato de seguridad de la Alemania nazi. En el período anterior a la guerra, Heinrich Himmler, líder de las SS, y Kurt Daluege, jefe de la Policía de la Orden, cooperaron para transformar la fuerza policial de la República de Weimar en formaciones militarizadas listas para servir a los objetivos de la conquista y la aniquilación racial del régimen. Las unidades policiales de la OrPo participaron en la anexión de Austria y la ocupación de Checoslovaquia. Las tropas policiales se formaron por primera vez en formaciones del tamaño de un batallón para la invasión de Polonia, donde se desplegaron con fines de seguridad y vigilancia, y también participaron en ejecuciones y deportaciones en masa.
Veintitrés batallones de la Ordnungspolizei estaban programados para participar en la invasión de la Unión Soviética en 1941, conocida como Operación Barbarroja. Nueve se adjuntaron a las divisiones de seguridad de la Wehrmacht, tres para cada Zona de Retaguardia del Grupo de Ejércitos. Se asignaron dos batallones para apoyar a los Einsatzgruppen, los escuadrones de la muerte móviles de las SS y la Organización Todt, el grupo de construcción militar. Doce se formaron en regimientos, de tres batallones cada uno, y se designaron como Regimientos de Policía Sur, Norte, Central y de Propósito Especial.
Las unidades de policía asignadas a las divisiones de seguridad de la Wehrmacht y Einsatzgruppen estaban motorizadas, mientras que las de los regimientos no lo estaban. Los objetivos de los batallones de policía eran asegurar la zona de retaguardia del ejército alemán eliminando los restos de las fuerzas enemigas, protegiendo a los prisioneros de guerra y protegiendo las líneas de comunicaciones y las instalaciones industriales capturadas. Sus instrucciones también incluían, como dijo Daluege, el "combate de elementos criminales, sobre todo elementos políticos".
El Regimiento de Policía Sur se formó en junio de 1941 combinando los Batallones de Policía 45, 303 y 314 bajo el mando de Hermann Franz, un policía de carrera que había servido previamente en la Policía de la Orden en la Polonia ocupada. Los batallones fueron dirigidos por profesionales de carrera de la policía, inmersos en la ideología del nazismo, impulsados por el antisemitismo y el antibolchevismo. Cuando cruzó la frontera germano-soviética, el regimiento quedó bajo el control de Friedrich Jeckeln, el SS- und Polizeiführer del Grupo de Ejércitos Sur en Ucrania.

## Historial de operaciones

### Primeras operaciones de asesinato
Tras la formación, mientras aún estaba en la Polonia ocupada, el Batallón de Policía 314 participó en redadas de civiles polacos para deportarlos como mano de obra esclava en Alemania. Las acciones del regimiento escalaron rápidamente al genocidio cuando estaban en la Unión Soviética ocupada. Comenzó a ejecutar a mujeres y niños judíos en julio de 1941. El 22 de julio, el Batallón de la Policía 314 mató a 214 judíos en un asentamiento cerca de Kovel, incluidas familias completas. El Regimiento de Policía 45 asesinó a toda la población judía de Shepetovka mientras estaba estacionado allí entre el 26 de julio y el 1 de agosto. Las órdenes vinieron del comandante del regimiento, que estaba actuando por orden de Heinrich Himmler.
Durante los meses de verano, el batallón participó en acciones conjuntas con la 1.ª Brigada de Infantería SS de las Waffen-SS, que brindaron apoyo y cometieron asesinatos de manera independiente. El informe de la brigada del 19 de agosto al Personal de Mando del Reichsführer-SS (personal operativo de las SS establecido para la invasión) señaló que el Batallón de Policía 314 había ejecutado a 25 judíos y 16 ucranianos. El mismo informe señaló que los batallones de policía 45 y 303 y la brigada de las SS participaron conjuntamente en el "combate de insurgentes". El informe del 22 de agosto afirmaba que el Batallón de la Policía 314 mató a 3 "mujeres partisanas", 19 "bandidos" y 537 judíos. El informe del 21 de agosto detalló el asesinato del batallón de 367 judíos en una "operación de limpieza" mientras aseguraba las líneas de suministro alemanas, mientras que el informe del 22 de agosto señaló que la unidad ejecutó a 28 ucranianos por cargos de "incendio provocado". En la última semana de agosto, el batallón mató a otros 294 judíos.

### Escalada de violencia
Durante agosto, el regimiento asesinó a judíos en Slavuta, Kovel y otras áreas, a menudo matando a cientos de víctimas cada batallón diariamente. El 25 de agosto, asesinó a 1153 judíos, mientras que el 27 de agosto mató a 914 más.
En septiembre, el Batallón de Policía 45 participó en el asesinato de judíos en Berdichev, acordonando el lugar de ejecución y llevando a las víctimas a las fosas donde fueron fusilados por la compañía del personal de Jeckeln. Cerca de 16 000 judíos fueron asesinados. A finales de septiembre, los batallones de policía 45 y 314 ayudaron al Einsatzkommando 6 a asesinar a 10 000 judíos en Vínnitsa.
Durante la masacre de Babi Yar del 29 al 30 de septiembre de 1941, el personal del Batallón de la Policía 45 acordonó el área, mientras que el Sonderkommando 4a y un pelotón de las Waffen-SS hicieron el tiroteo. El batallón 303 también participó en la masacre.

### Historia posterior
Los asesinatos tanto de los destacamentos Einsatzgruppen como del Regimiento de Policía Sur disminuyeron a medida que avanzaba la Wehrmacht, ya que más judíos podían escapar al este y la densidad de la población judía de antes de la guerra era menor en el este de Ucrania. No obstante, las operaciones de asesinato continuaron, apuntando a judíos, comunistas y "elementos sospechosos". En julio de 1942, el regimiento fue redesignado como el 10.º Regimiento de Policía.

## Descifrados por la Inteligencia Británica
Mientras las actividades del Regimiento de Policía Sur, el destacamento de Einsatzgruppen y la 1.ª Brigada SS progresaban, los informes de los escuadrones de asesinatos estaban siendo interceptados y decodificados por el MI6, el servicio de inteligencia británico. Como parte de Ultra, un programa de inteligencia de señales británico, las instalaciones de descifrado de códigos en Bletchley Park decodificaron y analizaron los mensajes. El jefe del MI6, Stewart Menzies, comunicó los descifrados directamente al primer ministro británico, Winston Churchill. El primer mensaje descifrado fue el informe del 18 de julio sobre los asesinatos en masa cometidos por el Regimiento de Policía Central de más de 1100 judíos en Slonim, en la Zona de Retaguardia del Grupo de Ejércitos Centro. A finales de julio y principios de agosto, se interceptaron informes similares de forma regular. Los primeros mensajes que mencionaban los asesinatos del Regimiento de Policía Sur fueron interceptados el 23 de agosto, y el Batallón de Policía 314 informó sobre ejecuciones de 367 judíos al sureste de Kiev. Aparentemente enfadado por el alcance de las atrocidades, Churchill pronunció un discurso por radio el 24 de agosto, donde declaró:
Se están exterminando distritos enteros ... Las tropas de policía alemanas perpetraron miles de ejecuciones sobre los patriotas soviéticos que defendían su territorio natal. Desde la invasión de Europa por parte de los mongoles, nunca ha habido una carnicería metódica y despiadada en tal escala o acercándose a tal escala. Estamos en presencia de un crimen sin nombre.
A partir del 27 de agosto, Bletchley Park entregó informes de inteligencia especialmente preparados sobre las actividades de las tropas policiales. Para este punto, la inteligencia británica tenía información detallada sobre las actividades de las tropas policiales en las Zonas de Retaguardia del Grupo del Ejército Sur y Centro. El 12 de septiembre, la Ordnungspolizei cambió su cifrado; Al día siguiente, los oficiales de las SS recibieron instrucciones de dejar de transmitir sus informes a través de la radio.

## Consecuencias
La Ordnungspolizei en su conjunto no había sido declarada una organización criminal por los Aliados, a diferencia de las SS. Sus miembros pudieron reintegrarse a la sociedad alemana en gran parte sin ser molestados, y muchos regresaron a las carreras de la policía en Austria y Alemania Occidental. Los miembros del Batallón de Policía 314 fueron investigados por las autoridades austriacas, con al menos dos exmiembros que prestaron testimonio sobre los asesinatos en masa de judíos. Un exmiembro testificó que el método de matanza cambió de usar armas laterales y carabinas a ametralladoras, ya que la primera se consideró "demasiado tediosa".
Por razones de seguridad nacional, el programa Ultra permaneció clasificado después de la guerra y los descifrados relacionados con las actividades de seguridad y las tropas policiales durante la guerra no fueron compartidos con los aliados de Gran Bretaña. En consecuencia, no se utilizaron durante los juicios de Núremberg o las investigaciones posteriores de los crímenes de guerra y los crímenes de lesa humanidad de Alemania. Los descifrados fueron finalmente lanzados en 1993.